# Lonnie Devantier
Lonnie Høgh Devantier Askou Kjer (Copenaghen, 28 novembre 1972) è una cantante danese.
Ha rappresentato la Danimarca all'Eurovision Song Contest 1990 con il brano Hallo hallo.

## Biografia
Lonnie Devantier è salita alla ribalta nel 1990 con la sua partecipazione al Dansk Melodi Grand Prix, il programma di selezione del rappresentante danese per l'Eurovision Song Contest, dove ha presentato l'inedito Hallo hallo. La sua vittoria le ha permesso di cantare sul palco eurovisivo a Zagabria, dove si è piazzata 8ª su 22 partecipanti con 64 punti totalizzati. Il suo album di debutto, Nu' det min tur, è uscito nel 1991. Negli anni successivi si è dedicata principalmente al cantautorato; ha scritto Grib mig di Christian Bach e Trine Jepsen, brano in gara al Dansk Melodi Grand Prix 2006.

## Discografia

### Album in studio
- 1991 – Nu' det min tur
- 2008 – Tæt på
- 2009 – 13 Songs (con Stefan Mork)

### Singoli
- 1990 – Hallo hallo
- 1990 – Skibet/Tårer på min kind
- 1991 – Jul uden tårer/Glædelig jul